# Юпітер та Іо (Корреджо)
«Юпітер та Іо» (італ. Giove e Io) — картина італійського живописця Антоніо Аллегрі відомого як Корреджо (1490—1534), представника доби Високого Відродження. Створена близько 1530 року. Зберігається у Музеї історії мистецтв у Відні (інв. №GG 274). Картина була придбана імператором Рудольфом II для кунсткамери у 1601 році.

## Опис
Полотно входить до групи творів, що були виконані художником для герцога Мантуї Федеріко II Гонзага, який замовив їх як дарунок для імператора Карла V. Це була серія, присвячена любовним історіям Юпітера, з якої були закінчені лише «Антіопа», «Викрадення Ганімеда», «Юпітер та Іо», «Даная» і «Леда».
На полотні художник зображує прекрасну німфу Іо в обіймах Юпітера, що її цілує та, який перетворився у хмару, аби приховати від Юнони свою невірність. На цій картині за допомогою відпрацьованої техніки Корреджо захоплює глядача усередину простору малюнка. Уважно ставлячись до уроків Леонардо да Вінчі та передбачаючи майбутні рішення Лоренцо Берніні, художник створив композицію, в якій смілива поза ніфми зі спини вливається у ніжну атмосферу техніки живопису сфумато. Мистецтву ілюзії Андреа Мантеньї (1431—1506) Корреджо надає переваг свободі плавної композиції, де світло обмальовує біле покривало, а кольорова гама стає світлішою, аби виділити та оживити м'яке тіло німфи. Хмари, що приховують палкі обійми Юпітера, здаються майже відчутними, роблячи реально відчутною чуттєвість цієї зустрічі. Юпітер з'являється у вигладі сірої хмарини, яка зображена із виключною майстерністю, ніби поважаючи сором'язливість юної Іо, яка занурена у світло.